# Equação de Binet
A equação de Binet prevê a equação de força central, dada a equação da trajetória em coordenadas polares planas. A equação pode também ser utilizada para obter a forma da órbita para uma determinada lei de forças, mas geralmente isso envolve a solução de uma equação diferencial ordinária de segunda ordem não-linear. Não existe solução única no caso do movimento circular sobre o centro de força.

## A equação
A forma de uma órbita é muitas vezes convenientemente descrita em termos da distância relativa {\displaystyle r} em função do ângulo {\displaystyle \theta }. Para a equação de Binet, a trajetória é descrita de forma mais concisa pelo parâmetro {\displaystyle u=1/r} em função de {\displaystyle \theta }. Defina o momento angular específico como {\displaystyle h=L/m}, onde {\displaystyle L} é o momento angular e {\displaystyle m} a massa. A equação de Binet é
{\displaystyle F(u)=-mh^{2}u^{2}\left({\frac {\mathrm {d} ^{2}u}{\mathrm {d} \theta ^{2}}}+u\right).}

## Demonstração[2]
A segunda lei de Newton para o problema de forças centrais é
{\displaystyle F(r)=m({\ddot {r}}-r{\dot {\theta }}^{2}).}
A conservação do momento angular requer que
{\displaystyle r^{2}{\dot {\theta }}=h=constante.}
As derivadas de {\displaystyle r} em relação ao tempo podem ser reescritas como as derivadas de {\displaystyle u} em relação ao ângulo:
{\displaystyle {\begin{aligned}&{\frac {\mathrm {d} u}{\mathrm {d} \theta }}={\frac {\mathrm {d} }{\mathrm {d} t}}\left({\frac {1}{r}}\right){\frac {\mathrm {d} t}{\mathrm {d} \theta }}=-{\frac {\dot {r}}{r^{2}{\dot {\theta }}}}=-{\frac {\dot {r}}{h}}\\&{\frac {\mathrm {d} ^{2}u}{\mathrm {d} \theta ^{2}}}=-{\frac {1}{h}}{\frac {\mathrm {d} {\dot {r}}}{\mathrm {d} t}}{\frac {\mathrm {d} t}{\mathrm {d} \theta }}=-{\frac {\ddot {r}}{h{\dot {\theta }}}}=-{\frac {\ddot {r}}{h^{2}u^{2}}}\\\end{aligned}}}
Combinando as equações acima, obtemos
{\displaystyle F=m({\ddot {r}}-r{\dot {\theta }}^{2})=-m\left(h^{2}u^{2}{\frac {\mathrm {d} ^{2}u}{\mathrm {d} \theta ^{2}}}+h^{2}u^{3}\right)=-mh^{2}u^{2}\left({\frac {\mathrm {d} ^{2}u}{\mathrm {d} \theta ^{2}}}+u\right)}

## Aplicações

### O problema de Kepler
O tradicional problema de Kepler da determinação da trajetória para uma lei de forças de quadrado inverso pode ser obtido da equação de Binet como a solução da equação diferencial
{\displaystyle {\frac {\mathrm {d} ^{2}u}{\mathrm {d} \theta ^{2}}}+u=constante>0.}
Se o ângulo {\displaystyle \theta } é medido a partir do periélio, então a solução geral para a trajetória, expressa em coordenadas polares é
{\displaystyle lu=1+\varepsilon \cos \theta .}
A equação polar acima descreve uma seção cônica, onde {\displaystyle l} é o semi-latus rectum e {\displaystyle \varepsilon } é a excentricidade da órbita.
A equação relativística nas coordenadas de Schwarzschild é
{\displaystyle {\frac {\mathrm {d} ^{2}u}{\mathrm {d} \theta ^{2}}}+u={\frac {r_{s}c^{2}}{2h^{2}}}+{\frac {3r_{s}}{2}}u^{2}},
onde {\displaystyle c} é a velocidade da luz e {\displaystyle r_{s}} é o raio de Schwarzschild. Utilizando a métrica de Reissner-Nordström, obtemos
{\displaystyle {\frac {\mathrm {d} ^{2}u}{\mathrm {d} \theta ^{2}}}+u={\frac {r_{s}c^{2}}{2h^{2}}}+{\frac {3r_{s}}{2}}u^{2}-{\frac {GQ^{2}}{4\pi \varepsilon _{0}c^{4}}}\left({\frac {c^{2}}{h^{2}}}u+2u^{3}\right)}
Onde {\displaystyle Q} é a carga elétrica e {\displaystyle \varepsilon _{0}} a permissividade do vácuo.

### O problema de Kepler inverso
Considere o problema de Kepler inverso. Que tipo de lei da forças produz uma órbita elíptica (ou, de forma mais geral, uma cônica não-circular) em torno de um foco dessa elipse?
Diferenciando duas vezes a equação polar da elipse, obtemos
{\displaystyle l\,{\frac {\mathrm {d} ^{2}u}{\mathrm {d} \theta ^{2}}}=-\varepsilon \cos \theta .}
Assim, a lei de forças é
{\displaystyle F=-mh^{2}u^{2}\left({\frac {-\varepsilon \cos \theta }{l}}+{\frac {1+\varepsilon \cos \theta }{l}}\right)=-{\frac {mh^{2}u^{2}}{l}}=-{\frac {mh^{2}}{lr^{2}}},}
que é a lei do inverso do quadrado das distâncias. Se igualarmos a constante orbital {\displaystyle h^{2}/l} aos valores físicos {\displaystyle GM} ou {\displaystyle k_{e}q_{1}q_{2}/m}, obtemos a lei da gravitação universal de Newton ou a lei de Coulomb, respectivamente.

### Espirais hiperbólicas
Uma lei da força inversamente proporcional ao cubo das distâncias tem a forma
{\displaystyle F(r)=-{\frac {k}{r^{3}}}.}
As formas das órbitas para uma lei do cubo inverso são conhecidas como espirais hiperbólicas. A equação de Binet mostra que as órbitas devem ser soluções da equação
{\displaystyle {\frac {\mathrm {d} ^{2}u}{\mathrm {d} \theta ^{2}}}+u={\frac {ku}{mh^{2}}}=Cu.}
A equação diferencial possui três soluções, em analogia com as diferentes secções cônicas do problema de Kepler. Se {\displaystyle C<1}, a solução é a epispiral, incluindo o caso degenerado de duas retas quando {\displaystyle C=0}. Se {\displaystyle C=1}, a solução é a espiral hiperbólica. Se {\displaystyle C>1}, a solução é a espiral logarítmica.

### Movimento circular fora de eixo
Embora a equação de Binet falha ao fornecer uma única lei de forças para o movimento circular em torno do centro de forças, ela pode fornecer uma lei de forças quando o centro do círculo e o centro de força não coincidem. Considere, por exemplo, uma órbita circular que passa diretamente pelo centro de força. A equação polar para este tipo de órbita circular de diâmetro D é
{\displaystyle D\,u(\theta )=\sec \theta .}
Diferenciando {\displaystyle u} duas vezes e utilizando a identidade trigonométrica fundamental, obtemos:
{\displaystyle D\,{\frac {\mathrm {d} ^{2}u}{\mathrm {d} \theta ^{2}}}=\sec \theta \tan ^{2}\theta +\sec ^{3}\theta =\sec \theta (\sec ^{2}\theta -1)+\sec ^{3}\theta =2D^{3}u^{3}-D\,u.}
Assim, a lei de forças é
{\displaystyle F=-mh^{2}u^{2}\left(2D^{2}u^{3}-u+u\right)=-2mh^{2}D^{2}u^{5}=-{\frac {2mh^{2}D^{2}}{r^{5}}}.}
Note que a solução geral do problema inverso, ou seja, a construção das órbitas para uma uma lei de forças de atração proporcional a {\displaystyle 1/r^{5}}, é um problema muito mais complicado, já que é equivalente a resolver
{\displaystyle {\frac {\mathrm {d} ^{2}u}{\mathrm {d} \theta ^{2}}}+u=Cu^{3}},
que é uma equação diferencial de segunda ordem não-linear.